# Медаль Вернадского
Золотая медаль им. В. И. Вернадского (укр. Золота медаль ім. В. І. Вернадського) — высшая награда Национальной Академии наук Украины.

## История
Учреждена постановлением Президиума НАН Украины 9 июля 2003 года с целью награждения учëных за выдающиеся достижения в области естественных, технических и социо-гуманитарных наук, научные труды, открытия и изобретения, имеющие важное научное и практическое значение и утверждают авторитет украинской науки, в честь первого президента Украинской академии наук — выдающегося учëного, академика Владимира Ивановича Вернадского, а также по случаю празднования 85-летия создания Академии наук Украины.

## Положение о награждении
- Присуждается ежегодно ко дню рождения академика В. И. Вернадского — 12 марта двум учëным — одному украинскому и одному зарубежному.

- Медаль присуждается только отдельным лицам персонально, как за отдельные научные достижения, так и за совокупность научных трудов.
- Одно и то же лицо не может быть награждено медалью более одного раза.
- Медаль не присуждается посмертно, кроме случая, когда лауреат скончался после принятия решения о его награждении.
- В конкурсе на соискание Золотой медали имени В. И. Вернадского могут принимать участие:
  - действительные члены и члены-корреспонденты НАН Украины независимо от места их постоянной работы;
  - зарубежные ученые;
  - отдельные лица, работающие в научных учреждениях, высших учебных заведениях, на предприятиях и в организациях, расположенных на территории Украины.

## Награждённые
2003
- академик НАН Украины Борис Евгеньевич Патон — за выдающиеся достижения в области материаловедения;

2004
- академик НАН Украины Платон Григорьевич Костюк и Сильвестер Визи[англ.] (Венгрия) — за выдающиеся достижения в области нейрофизиологии и мембранологии;

2005
- академик НАН Украины Виктор Васильевич Скопенко — за работы по координационной химии;
- Николай Альфредович Платэ (Россия) — за работы по химии и физике полимеров;

2006
- академик НАН Украины Юрий Алексеевич Митропольский — за исследования в теории дифференциальных уравнений, создание асимптотических методов нелинейной механики и математической физики и их применение;
- Юрий Сергеевич Осипов (Россия) — за развитие теории оптимального управления, теории стабилизации движения нелинейных систем и их применения;

2007
- академик НАН Украины Мирослав Владимирович Попович — за труды по философии;
- Жорж Нива (Франция) — за труды по славистике;

2008
- академик НАН Украины Виктор Григорьевич Барьяхтар — за разработку теории твердого тела и статистической физики;
- Владимир Георгиевич Кадышевский (Россия) — за развитие теории элементарных частиц и квантовой теории поля;

2009
- академик НАН Украины Владимир Александрович Марченко — за исследования в области функционального анализа и математической физики;
- Жан Бургейн (Бельгия) — за труды по теории гармонического анализа, эргодической теории и теории чисел;

2010
- академик НАН Украины Михаил Павлович Лисица — за выдающиеся достижения в области оптики и спектроскопии;
- Мануэль Кардона[англ.] (Испания) — за выдающиеся достижения в физике и оптике твердого тела;

2011
- академик НАН Украины Борис Ильич Олейник — за выдающиеся достижения в области украинской литературы и литературоведения;
- Блаже Ристовский (Северная Македония) — за выдающиеся достижения в области славянской истории, литературы и искусствоведения;

2012
- академик НАН Украины Николай Васильевич Багров — за выдающиеся достижения в области географии и геоэкологии;
- Николай Павлович Лавёров (Россия) — за выдающиеся достижения в области металлогении урановых месторождений, экономики минеральных ресурсов и радиоэкологии;

2013
- академик НАН Украины Александр Николаевич Гузь и Герберт Манг[нем.] (Австрия) — за выдающиеся достижения в области механики деформированных тел;

2014
- академик НАН Украины Вадим Михайлович Локтев — за выдающиеся достижения в области физики высокотемпературной сверхпроводимости;
- Алексей Алексеевич Абрикосов (США) — за выдающиеся достижения в области физики сверхпроводимости;

2015
- академик НАН Украины Анна Валентиновна Ельская — за выдающиеся достижения в области молекулярной биологии и биоэлектроники;
- Энтони Тёрнер[англ.] (Великобритания) — за выдающиеся достижения в области биоэлектроники;

2016
- академик НАН Украины Валерий Владимирович Скороход и Георгий Фердинандович Тавадзе (Грузия) — за выдающиеся достижения в области научных основ порошковой металлургии;

2017
- академик НАН Украины Владимир Васильевич Моргун и Джордж Федак[вд] (Канада) — за выдающиеся достижения в области генетики и селекции сельскохозяйственных растений;

2018
- академик НАН Украины Алексей Семёнович Онищенко — за выдающиеся достижения в области исследования и популяризации национального научного наследия;
- Михаэль Мозер (Австрия) — за выдающиеся достижения в области украинистики и социолингвистики;

2019
- академик НАН Украины Лукьян Иванович Анатычук и Юрий Николаевич Гринь[вд] (Германия) — за выдающиеся достижения в области термоэлектрического материаловедения;

2020 
- академик НАН Украины Антон Григорьевич Наумовец — за выдающиеся достижения в области наноэлектроники и физики поверхности;
- Антон Цайлингер (Австрия) — за выдающиеся достижения в области квантовой электроники и телепортации фотонов;

2021
- академик НАН Украины Виталий Дмитриевич Походенко — за выдающиеся достижения в области физической химии свободных радикалов, электропроводящих полимеров и наносистем;
- Матс Ларссон[швед.] (Швеция)  — за выдающиеся достижения в области химической физики и молекулярной спектроскопии;

2022
- академик НАН Украины Владимир Павлович Горбулин — за выдающиеся достижения в разработке научных основ национальной безопасности и обороноспособности Украины;
- Януш Кацпшык[англ.] (Польша)  — за выдающиеся достижения в области искусственного интеллекта, теории принятия решений и робототехники;

2023
- академик НАН Украины Сергей Васильевич Комиссаренко — за выдающиеся достижения в области молекулярной иммунологии;
- Аарон Чехановер (Израиль)  — за выдающиеся достижения в области биохимии протеинов;